# Johanna I. (Neapel)

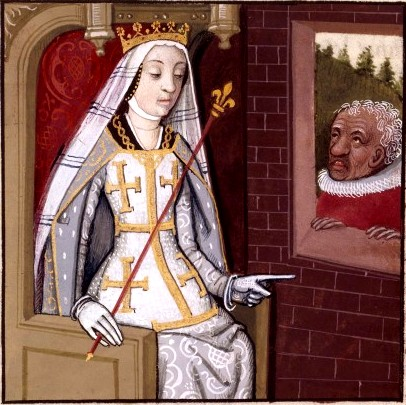
Königin Johanna I. von Neapel, Bild aus dem 15./16. Jh.

Johanna I. von Anjou (italienisch Giovanna d’Angiò; * um 1326; † 12. Mai 1382 in Muro Lucano, Provinz Potenza) war von 1343 bis zu ihrem Tod eine Königin von Neapel und Gräfin der Provence aus dem Haus Anjou. Dazu führte sie den Titel einer Königin von Jerusalem und Sizilien.

## Leben
Johanna war die älteste Tochter von Herzog Karl von Kalabrien und der Maria von Valois. Ihr Vater war der designierte Erbe des neapolitanischen Thrones, doch starb er 1328 noch vor seinem Vater, König Robert dem Weisen. Dieser bestimmte 1330 seine Enkelin testamentarisch zu seiner Erbin und ernannte sie 1333 zur Herzogin von Kalabrien. Diese Erbregelung war nicht unumstritten, da König Karl I. Robert von Ungarn für seine Familie Ansprüche auf eine Nachfolge in Neapel stellte. Der König von Ungarn entstammte ebenfalls dem Haus Anjou und war der Sohn eines älteren Bruders König Roberts, weshalb die ungarischen Anjous sich in der Erbfolge in Neapel übergangen fühlten. König Robert war dereinst nur mit der Unterstützung des Papstes auf den Thron in Neapel nachgefolgt, da sich Karl Robert in Ungarn befand und damals noch ein Kind war. Um den aufkommenden Konflikt zu entschärfen, wurde Johanna am 28. September 1333 mit dem Prinzen Andreas von Ungarn, einem Sohn König Karl Roberts und ihrem Cousin, verheiratet. Ein weiterer strittiger Punkt des Testamentes war die für Johanna zu stellende Regierung, die bis zu ihrer Mündigkeit mit 25 Jahren für sie regieren sollte. König Robert schloss darin alle weiteren Mitglieder des Hauses Anjou aus, wobei es sich um Johannas Vettern aus den Linien Anjou-Tarent und Anjou-Durazzo handelte.
Nach dem Tod König Roberts 1343 trat Johanna die Nachfolge ihres Großvaters an und huldigte 1344 einem Legaten des Papstes, welcher der Oberlehnsherr des Königreichs Neapel war. Entgegen den testamentarischen Bestimmungen setzte der Papst einen eigenen Vormund für Johanna ein und verdrängte somit den von Robert bestimmten Regentschaftsrat. Der Hof in Neapel war dennoch von den Anjou-Tarent und Anjou-Durazzo dominiert, die alle nach dem Thron strebten. Bereits 1343 heiratete Herzog Karl von Durazzo die jüngere Schwester Johannas. Ihre eigene Ehe verlief unglücklich, ihr Ehemann forderte, ebenfalls zum König gekrönt zu werden, was Johanna aber ablehnte, zudem entwickelte sie eine Zuneigung zu ihrem Vetter Ludwig von Tarent. Papst Clemens VI. bestimmte jedoch 1345 die Krönung von Andreas, dem zugleich die gesamte Regierungsgewalt übertragen werden sollte. Bevor es dazu kam, wurde Andreas in der Nacht des 18. September 1345 in Aversa ermordet. Zu Weihnachten desselben Jahres gebar Johanna den Sohn Karl Martell, den sie sofort zum Herzog von Kalabrien ernannte.
Johanna heiratete entgegen dem Testament ihres Großvaters am 22. August 1347 Ludwig von Tarent, dessen Vertrauter Niccolò Acciaiuoli am Hof hohe Posten erhielt. Wenig später fiel König Ludwig I. von Ungarn mit dem Vorwand, seinen ermordeten Bruder rächen zu wollen, in Italien ein. Ludwig von Tarent stellte sich ihm bei Benevent entgegen, wurde aber geschlagen. Johanna und ihr Mann flohen daraufhin in die Provence, jedoch ließ sie ihren Sohn Karl Martell zurück. Der König von Ungarn zog im Januar 1348 in Aversa und wenig später in Neapel ein, wo er von den übrigen Anjous als neuer Regent des Reiches anerkannt wurde. Der ließ aber sofort Johannas Schwager, Karl von Durazzo, enthaupten und führte alle anderen Vettern nach Ungarn in die Gefangenschaft. Unterdessen konnte sich Johanna in der Provence in einem Scheinverfahren vor Kardinälen für den Tod ihres ersten Mannes rechtfertigen und erreichte vom Papst die Begnadigung, indem sie ihm am 12. Juni 1348 die Stadt Avignon verkaufte, die bisher zu ihren Ländereien gehört hatte. Noch im selben Jahr konnte sie nach Neapel zurückkehren, nachdem Ludwig von Ungarn mit ihrem Sohn, den sie nie wieder sah, in seine Heimat zurückgekehrt war. 1349 erkaufte sich Johanna durch eine Zahlung von 300.000 Goldflorin den Frieden mit Ungarn.

Das Wappen Königin Johannas I.

Im selben Jahr wurde Johanna 25 und damit mündig, doch lag die tatsächliche Herrschaft in der Hand ihres Mannes, der 1351 gekrönt wurde, und seiner Günstlinge. 1354 wurde mit der Unterstützung von Papst Innozenz VI. ein Krieg gegen König Ludwig von Sizilien begonnen, der die Eroberung der Insel Sizilien, die den Anjous in der sizilianischen Vesper (1282) einst verloren gegangen war, zum Ziel hatte. Bis in den Sommer des Jahres wurde fast die gesamte Insel einschließlich Palermo eingenommen. Im September 1356 folgte Messina, wo Johanna und ihr Ehemann feierlich einzogen. Dennoch verfiel die Macht Johannas und ihres Mannes zunehmend. Das Land wurde von unzähligen Söldnerbanden heimgesucht und ihre Vettern von Anjou-Durazzo befanden sich in offenem Aufstand gegen sie. Dabei hatten sie den Grafen Ludwig von Durazzo-Gravina in einen Kerker werfen lassen, in dem er wenig später starb. 1355 wurden sie sogar vom Papst exkommuniziert, nachdem sie nicht mehr im Stande waren, die üblichen jährlichen Zahlungen an ihren Lehnsherrn zu leisten. Auch auf Sizilien verschlechterte sich die Lage, nachdem Friedrich III. mit der Unterstützung Aragóns eine Gegenoffensive startete und 1361 Messina zurückeroberte. Im Jahr darauf starb Ludwig von Tarent († 26. Mai 1362) und 1365 dessen allmächtiger Minister Niccolo Acciaiuoli, womit nicht nur Sizilien wieder verloren ging, sondern auch das Königreich in den Zustand der Anarchie herabsank. Am 31. März 1373 unterzeichnete Johanna mit Friedrich III. den Frieden von Aversa, in dem sie Sizilien aufgeben und sich lediglich mit einer Oberlehnsherrschaft über die Insel abfinden musste.
Bereits 1363 hatte Johanna auf Vermittlung Papst Urbans V. den mallorcinischen Prätendenten Jakob geheiratet. Die Ehe brachte aber nicht die erhoffte politische Stabilität, da Jakob auf eine stärkere Beteiligung an der Macht drängte, die ihm Johanna aber nicht gewährte. Jakob verließ Neapel bald und starb 1375 in Kastilien. Johanna war mit der hl. Birgitta von Schweden befreundet und wollte unbedingt ihren Sohn Karl Ulfsson heiraten, den sie in Begleitung Birgittas kennengelernt und in den sie sich verliebt hatte, obgleich dieser in Schweden noch verheiratet war. Birgitta konnte sie nicht davon abbringen, aber das Problem löste sich durch den Tod Karls am 27. Februar 1372.
Am 25. September 1376 ging sie schließlich mit dem Söldnerführer Herzog Otto IV. von Braunschweig-Grubenhagen, Fürst von Tarent und der Tarentiner genannt, eine vierte Ehe ein. In den folgenden Jahren gelang es ihr, das Königreich zu befrieden und sie unterstützte 1377 die Rückkehr des Papstes von Avignon nach Rom.
Nachdem Papst Gregor XI. aber im Jahr darauf starb, wurde in einer Doppelwahl das abendländische Schisma ausgelöst. Johanna unterstützte zunächst Urban VI., näherte sich aber bald dem Gegenpapst Clemens VII. an. 1380 wurde sie von Urban VI. zur Häretikerin, Schismatikerin und für abgesetzt erklärt. Urban VI. bot darauf die Krone Karl von Durazzo an. Dieser war einst nach dem Tod seines Vaters im Kerker unter dem besonderen Schutz Johannas erzogen worden, die ihn mit ihrer Nichte (und seiner Cousine) Margarethe von Durazzo verheiratete. Als aber Johanna den Prätendenten von Mallorca geheiratet hatte, zog Karl 1365 an den Hof König Ludwigs I. von Ungarn und war fortan ihr Gegner. Nachdem 1374 mit Philipp II. von Tarent der letzte Vertreter der Anjou-Tarents gestorben war, galt Karl von Durazzo, als nächster männlicher Anverwandter, als aussichtsreichster Anwärter auf die Nachfolge Johannas. Diese aber versuchte, ihm im Juni 1380 zuvorzukommen, indem sie den Herzog Ludwig I. von Anjou, einen jüngeren Bruder des französischen Königs, adoptierte und ihn damit zu ihrem Erben machte. Doch am 24. Juni 1381 siegte Karl von Durazzo bei Anagni über Otto von Braunschweig und zog am 16. Juli in Neapel ein, wo er sich als Karl III. zum König ausrufen ließ.
Johanna wurde im September desselben Jahres im Castel dell’Ovo gefangen genommen und im Castello di Muro Lucano  am 12. Mai 1382  erdrosselt oder erstickt. Bestattet wurde sie in der Kirche Santa Chiara in Neapel. Ihr Adoptivsohn erschien erst 1384 in Italien, starb aber in Bari, noch bevor er Neapel erreichen konnte.